# Polyura tiberius
Polyura tiberius är en fjärilsart som beskrevs av Waterhouse 1920. Polyura tiberius ingår i släktet Polyura och familjen praktfjärilar. Inga underarter finns listade i Catalogue of Life.